# Leptorhynchos
Leptorhynchos é um género botânico pertencente à família Asteraceae.